# Karl Ziegler
Karl Waldemar Ziegler (26. listopadu 1898 Helsa – 12. srpna 1973 Mülheim an der Ruhr) byl německý chemik, který v roce 1963 spolu s Giuliem Nattou získal Nobelovu cenu za chemii za výzkum polymerů. Zabýval se také výzkumem volných radikálů a organokovových sloučenin a byl spoluvynálezcem katalyzátoru Ziegler-Natta.

## Biografie
Vystudoval Univerzitu v Marburgu, kde mu bylo umožněno přeskočit první dva semestry kvůli jeho předem získaným znalostem. Studia ale přerušil, protože během roku 1918 bojoval na západní frontě v první světové válce. V roce 1920 získal titul Ph.D. Poté krátce přednášel na Univerzitě v Marburgu a Univerzitě ve Frankfurtu. V roce 1926 se stal profesorem na Univerzitě Heidelberg, kde strávil deset let výzkumem nových postupů v organické chemii. Na trivalentních uhlících zkoumal stabilitu radikálů, což ho přivedlo ke studiu organometalických sloučenin.
V roce 1936 se stal profesorem a ředitelem chemického institutu na Univerzitě Halle-Wittenberg. Mezi lety 1943 a 1969 byl ředitelem Institutu Maxe Plancka pro výzkum uhlí. V roce 1949 založil Německou chemickou společnost.
V roce 1922 si vzal Marii Kurtzovou. Měli spolu dvě děti, Erharta a Mariannu.